# Generic Substation Events
Generic Substation Events (GSE) è un control model definito all'interno dello standard IEC 61850 che fornisce un meccanismo veloce ed affidabile per il trasferimento di dati all'interno della rete di una sottostazione elettrica. Questo modello garantisce che lo stesso evento sia ricevuto da più physical devices utilizzando servizi di multicast o di broadcast. Il modello che definisce i GSE è ulteriormente suddiviso in GOOSE (Generic Object Oriented Substation Events) e GSSE (Generic Substation State Events).

## Generic Object Oriented Substation Events (GOOSE)
Generic Object Oriented Substation Events (GOOSE) è un meccanismo che permette l'invio di un qualsiasi dato raggruppato in un data set in un tempo inferiore ai 4 millisecondi. È utilizzato per garantire requisiti di velocità ed affidabilità della comunicazione.
- I dati dei messaggi GOOSE sono incorporati all'interno dei pacchetti Ethernet e lavorano con un meccanismo di publisher-subscriber sfruttando indirizzi multicast o broadcast.
- I messaggi GOOSE utilizzano la priorità e il meccanismo di tagging delle VLAN come specificato nella norma IEEE 802.1Q in modo da utilizzare reti virtuali separate sulla stessa rete fisica per garantire l'adeguata priorità ai vari messaggi.
- Meccanismo di ritrasmissione avanzata - Lo stesso messaggio GOOSE è ritrasmesso in un tempo di ritrasmissione variabile (via via sempre maggiore). Quando un nuovo evento si verifica, la trasmissione si interrompe, viene incrementato lo state number in modo che il messaggio possa essere identificato come nuovo, e la trasmissione ricomincia, dapprima con periodi brevissimi, per poi crescere per raggiungere un intervallo di ritrasmissione costante.
- I messaggi GOOSE sono progettati per essere indipendenti dal costruttore, e non necessitano di tecnologie proprietarie di alcun tipo